# Problepsis margaritata
Problepsis margaritata är en fjärilsart som beskrevs av W. Warren 1896. Problepsis margaritata ingår i släktet Problepsis och familjen mätare. Inga underarter finns listade i Catalogue of Life.